# Lee Rose
Lee Rose (* in Jacksonville, Texas, als Lee Rosamond) ist ein US-amerikanischer Country-Musiker und Radiomoderator.

## Leben
Roses Karriere wurde bereits zu Anfang seiner musikalischen Laufbahn durch die Einberufung in die US Army unterbrochen, in der er im Zweiten Weltkrieg diente. Nach seiner Entlassung kehrte Rose nach Texas zurück, wo er bald auf verschiedenen Radiosendern zu hören war. Für Freedom Records machte er Ende der 1940er-Jahre oder 1950 seine ersten Aufnahmen und arbeitete 1951 KCIJ in Shreveport, Louisiana. Auch über KWKH war er zu hören, sein eigentlicher Wirkungsbereich lag aber in Texas.
Rose war zwar vornehmlich ein DJ, trat aber von Zeit zu Zeit auch auf und sang. Bis 1951 hatte er bereits über 100 Stücke geschrieben und schloss sich 1953 dem East Texas Hillbilly Jamboree an.
1964 erschienen auf dem Label Country Hit Singles von Rose. Was danach mit ihm geschah, ist nicht bekannt.

## Diskografie
| Jahr | Titel                                                              | Label #            |
| ---- | ------------------------------------------------------------------ | ------------------ |
|      | ? / ?                                                              | Freedom            |
| 1964 | I’ve Got the Downhearted Blues / Lonely Heart, Stop Crying         | Country Hit 233    |
|      | Living on the Wild Side of Life / Lonely in Heart - Lonely in Mind | Country Hit LR-402 |